# Uppsjön (Angerdshestra socken, Småland)
Uppsjön är en sjö i Jönköpings kommun i Småland och ingår i Nissans huvudavrinningsområde. Sjön är 3,6 meter djup, har en yta på 0,148 kvadratkilometer och befinner sig 244,1 meter över havet. Vid provfiske har abborre, gädda och mört fångats i sjön.

## Delavrinningsområde
Uppsjön ingår i det delavrinningsområde (638737-137705) som SMHI kallar för Förgrening. Medelhöjden är 242 meter över havet och ytan är 64,59 kvadratkilometer. Det finns inga delavrinningsområden uppströms utan avrinningsområdet är högsta punkten. Svanån som avvattnar avrinningsområdet har biflödesordning 3, vilket innebär att vattnet flödar genom totalt 3 vattendrag innan det når havet efter 162 kilometer. Delavrinningsområdet består mestadels av skog (75 %) och sankmarker (12 %). Avrinningsområdet har 1,06 kvadratkilometer vattenytor vilket ger avrinningsområdet en sjöprocent på 1,6 %.